# Mount Priestley, Antarktis
Mount Priestley är ett berg i Antarktis. Det ligger i Östantarktis. Nya Zeeland gör anspråk på området. Toppen på Mount Priestley är 1 100 meter över havet, eller 85 meter över den omgivande terrängen. Bredden vid basen är 1,9 km.
Terrängen runt Mount Priestley är huvudsakligen kuperad, men åt sydväst är den platt. Trakten är obefolkad. Det finns inga samhällen i närheten.